# Adonijah Richardson
Adonijah Richardson (ur. 6 kwietnia 1990 w West End VIllage) – anguilski piłkarz występujący na pozycji pomocnika, reprezentant Anguilli, w której to gra od 2006 roku.

## Kariera reprezentacyjna
Richardson gra w reprezentacji w 2006 roku. Wystąpił w ośmiu oficjalnych meczach, strzelając jednego gola.